# Liste des épisodes des Frères Scott

Cette page donne la liste des épisodes de la série télévisée Les Frères Scott (One Tree Hill).

## Première saison (2003-2004)
1. Le Duel (Pilot)
2. La Peur au ventre (The Places You Have Come To Fear The Most - Dashboard Confessional)
3. Jusqu'au bout (Are You True ? - The New Amsterdams)
4. Chocs frontaux (Crash Into You - Dave Matthews)
5. Le Poids du passé (All That You Can't Leave Behind - U2)
6. Une nuit ensemble (Every Night Is Another Story - Early November)
7. Un nouveau départ (Life In a Glass House - Radiohead)
8. Prise de risque (The Search For Something More - Antifreeze)
9. Services rendus (With Arms Outstretched - Rilo Kiley)
10. Tensions (You Gotta Go There to Come Back - Stereophonics)
11. Choix de vie (The Living Years - Mike & the Mechanics)
12. Au nom du père (Crash Course In Polite Conversations - Gameface)
13. Accident de parcours (Hanging By A Moment - Lifehouse)
14. Garder espoir (I Shall Believe - Sheryl Crow)
15. Point de rupture (Suddenly Everything Has Changed - The Flaming Lips)
16. Premières désillusions (The First Cut Is the Deepest - Cat Stevens)
17. Alliances (Spirit In the Night - Bruce Springsteen)
18. Une soirée de rêve (To Wish Impossible Things - The Cure)
19. Naître ou ne pas naître (How Can You Be Sure ? - Radiohead)
20. Nouvelle donne (What Is And What Should Never Be - Led Zeppelin)
21. Savoir dire adieu (The Leaving Song - AFI)
22. Au pied du mur (The Games That Play Us - The Blackouts)

## Deuxième saison (2004-2005)
Le 27 avril 2004, la série est renouvelée pour une deuxième saison de 23 épisodes, diffusée à partir du 21 septembre 2004.
1. Machine arrière (The Desperate Kingdom of Love - PJ Harvey)
2. Si tout recommençait... (The Truth Doesn’t Make A Noise - White Stripes)
3. Que la fête commence (Near Wild Heaven - R.E.M.)
4. Si près, si proches (You Can’t Always Get What You Want - Rolling Stones)
5. Soirée défis (I Will Dare - The Replacements)
6. Le Charme de l'inconnu (We Might As Well Be Strangers - Keane)
7. Perte de contrôle (Let the Reigns Go Loose - The Get Up Kids)
8. Chacun sa vérité (Truth, Bitter Truth - Marianne Faithfull)
9. La Plus Belle pour aller danser (The Trick Is To Keep Breathing - Garbage)
10. Quand les gens parlent (Don’t Take Me For Granted - Social Distortion)
11. Le Passé resurgit (The Heart Brings You Back - Blues Traveler)
12. Envers et contre tous (Between Order and Randomness - Shane Mills)
13. Chamboulements (The Hero Die In This One - The Ataris)
14. Dur d'être seul (The Quiet Things That No One Ever Knows - Brand New)
15. La Boîte à souvenirs (Unopened Letters to the World - The Ataris)
16. Le Jour J (Somewhere A Clock Is Ticking - Snow Patrol)
17. Règlements de compte (Something I Can Never Have - Nine Inch Nails)
18. Face à face (The Lonesome Road - James Taylor)
19. À pleine vitesse (I'm Wide Awake, It's Morning - Bright Eyes)
20. L'Autre rive (Lifetime Pilling Up - Talking Heads)
21. Renouer les liens (What Could Have Been - Callenish Circle)
22. Un grand vide (The Tide That Left and Never Came Back - The Veils)
23. Un être s'éloigne, un autre arrive (The Leavers Dance - The Veils)

## Troisième saison (2005-2006)
Le 15 mai 2005, la série est renouvelée pour une troisième saison de 22 épisodes, diffusée à partir du 5 octobre 2005 sur The WB.
1. Nouvelles vies (Like You Like an Arsonist - Paris, Texas (en))
2. Fêtes et défaites (From the Edge of the Deep Green Sea - The Cure)
3. On se dit tout (First Day on the Brand Planet - Jesse James)
4. Bas les masques (An Attempt to Tip the Scales - Bright Eyes)
5. Nuit de folie (A Multitude of Casualties - The Hold Steady)
6. L'Homme de nos rêves (Locked Hearts and Hand Grenades - Plan A Project)
7. Tout est possible (Champagne for My Real Friends, Real Pain for My Sham Friends - Fall Out Boy)
8. Sous pression (The Worst Day Since Yesterday - Flogging Molly)
9. Reprendre, c'est voler (How a Resurrection Really Feels - The Hold Steady)
10. Au travail ! (Brave New World - Iron Maiden)
11. Opération nettoyage (Return of the Future - Scooter)
12. Des rêves plein la tête (I've Got Dreams to Remember - Otis Redding)
13. La Nuit est à nous (The Wind That Blew My Heart Away - Fruits Bats)
14. Demain est un autre jour (All Tomorrow's Parties - The Velvet Underground)
15. L'Heure de vérité (Just Watch the Fireworks - Jimmy Eat World)
16. Accès de colère (With Tired Eyes, Tired Minds, Tired Souls, We Slept - Explosions in the Sky)
17. Le Goût de la vie (Who Will Survive and What Will Be Left of Them - Murder by Death)
18. Le Temps d'un week-end (When It Isn't Like It Should Be - Saves the Day)
19. L'Instant des aveux (I Slept with Someone in Fall Out Boy and All I Got Was This Stupid Song Written About Me - Fall Out Boy)
20. La Demande (Everyday Is a Sunday Morning - The Blackouts)
21. Faute avouée (Over the Hills and Far Away - Led Zeppelin)
22. Juste mariés (The Show Must Go On - Queen)

## Quatrième saison (2006-2007)
Le 17 mai 2006, la série est renouvelée pour une quatrième saison de 21 épisodes, diffusée à partir du 27 septembre 2006 sur The CW.
1. Eaux profondes (The Same Deep Water as You - The Cure)
2. Perdre pied (Things I Forgot at Birth - The Absentee)
3. Reconnaissance (Good News for People Who Love Bad News - Modest Mouse)
4. Quand tout bascule (Can't Stop This Thing We've Started - Bryan Adams)
5. Faux frères (I Love You But I've Chosen Darkness - I Love You But I've Chosen Darkness)
6. Quelqu'un sur qui compter (Where Did You Sleep Last Night? - Nirvana)
7. L'Engrenage (All These Things that I've Done - The Killers)
8. Remise des prix (Nothing Left to Say But Goodbye - Audioslave)
9. Dernière ligne droite ... (Some You Give Away - La Rocca)
10. Question de vie ou de mort (Songs to Love By and Die By - 8mm)
11. Le Vrai et le faux (Everything in It's Right Place - Radiohead)
12. Nouveaux espoirs (Resolve - Foo Fighters)
13. Une heure pour tout changer (Picture of You - The Cure)
14. Partenaires particuliers (Sad Songs for Dirty Lovers - The National)
15. Jour de bal... (Prom Night at Hater High - The Long Winters)
16. Une dernière danse (You Call It Madness, But I Call It Love - Nat King Cole)
17. Virée au Texas (It Gets the Worst At Night - Lucero)
18. Ouvre les yeux (The Runaway Found - The Veils)
19. La Fin des rêves (Ashes of Dreams You Let Die - BJ Thomas)
20. La Remise des diplômes (The Birth and Death of the Day - Explosions in the Sky)
21. Ce n'est qu'un au revoir... (All of a Sudden I Miss Everyone - Explosions in the Sky)

## Cinquième saison (2008)
Le 15 mai 2007, la série est renouvelée pour une cinquième saison, écourtée de 18 épisodes, diffusée à partir du 8 janvier 2008.
1. 4 ans, 6 mois et 2 jours plus tard (Four Years, Six Months, Two Days - Tree Ford Angst)
2. Faux départ (Racing Like a Pro - The National)
3. Reprises en main (My Way Home Is Through You - My Chemical Romance)
4. Batailles d'ego (It's Alright, Ma (I'm Only Bleeding) - Bob Dylan)
5. Retour en arrière (I Forgot to Remember to Forget - Elvis Presley)
6. Les Rivales (Don't Dream It's Over - Crowded House)
7. Petite soirée entre ennemis (In Da Club - 50 Cent)
8. La Place est prise... (Please, Please, Please Let Me Get What I Want - The Smiths)
9. Entre filles ! (For Tonight You're Only Here to Know - The Distillers)
10. À qui la faute ? (Running to Stand Still - U2)
11. Larguer les amarres (You're Gonna Need Someone on Your Side - The Smiths)
12. Le Retour de la Comète (Hundred - The Fray)
13. Ce que je veux... (Echoes, Silence, Patience and Grace - Foo Fighters)
14. Au bout de nos rêves (What Do You Go Home To ? - Explosions in the Sky)
15. La Vie est courte (Life Is Short - Butterfly Boucher)
16. Rien ne sert de pleurer (Cryin' Won't Help You Now - Ben Harper)
17. Ça passe ou ça casse (Hate Is Safer Than Love - Ben Godwin)
18. Et après ? (What Comes After the Blues - Jason Molina)

## Sixième saison (2008-2009)
Le 3 mars 2008, la série est renouvelée pour une sixième saison de 24 épisodes, diffusée à partir du 1er septembre 2008.
1. Le Voile est levé (Touch Me I'm Going to Scream, Part One - My Morning Jacket)
2. Coups du sort (One Million Billionth of a Millisecond on a Sunday Morning - The Flaming Lips)
3. Unis dans l'épreuve (Get Cape. Wear Cape. Fly - Get Cape. Wear Cape. Fly)
4. D'une rive à l'autre (Bridge Over Troubled Water - Simon & Garfunkel)
5. Une page se tourne (You've Dug Your Own Grave, Now Lie in It - Kenotia)
6. Inventer sa vie (Choosing My Own Way of Life - Suicidal Tendencies)
7. Même pas cap' (Messin' with the Kid - Junior Wells)
8. Arrête ton cinéma ! (Our Life Is Not a Movie or Maybe - Okkervil River)
9. Mauvais exemple (Sympathy for the Devil - The Rolling Stones)
10. Jalousie... jalousie (Even Fairy Tale Characters Would Be Jealous - PlayRadioPlay!)
11. Sur un air de jazz (We Three (My Echo, My Shadow and Me) - Ella Fitzgerald)
12. De surprises en surprises (You Have to Be Joking (Autopsy of the Devil's Brain) - The Flaming Lips)
13. L'Annonce faite à Lucas (Things a Mama Don't Know - Mica Roberts)
14. Tous au rendez-vous (A Hand to Take Hold of the Scene - Okkervil River)
15. Combinaison gagnante ? (We Change, We Wait - The Maine)
16. Confusion d'identité (Screenwriter's Blues - Soul Coughing)
17. 5 couples, 5 histoires (You and Me and the Bottle Makes Three Tonight - Big Bad Voodoo Daddy)
18. Contre mauvaise fortune (Searching for a Former Clarity - Against Me!)
19. Entretien et réparation (Letting Go - Wings)
20. Pour son bien (I Would for You - Jane's Addiction)
21. Souvenir de toi (A Kiss to Build a Dream On - Louis Armstrong)
22. Encore une chance (Show Me How to Live - Audioslave)
23. Maintenant et pour toujours ? (Forever and Almost Always - Kate Voegele)
24. Nos vies rêvées (Remember Me as a Time of Day - Explosions in the Sky)

## Septième saison (2009-2010)
Le 24 février 2009, la série est renouvelée pour une septième saison de 22 épisodes, diffusée à partir du 14 septembre 2009.
1. Jamais loin de toi (4:30 AM (Apparently They Were Travelling Abroad) - Roger Waters)
2. Qui perd gagne (What Are You Willing to Lose - Lucero)
3. La Vérité, rien que la vérité (Hold My Hand as I'm Lowered - Noah and The Whale)
4. Quand le scandale éclate... (Believe Me, I'm Lying - Forever The Sickest Kids)
5. Tu ne tromperas point (Your Cheatin' Heart - Hank Williams)
6. En eaux troubles (Deep Ocean Vast Sea - Peter Murphy)
7. Surprises sur prises (I and Love and You - The Avett Brothers)
8. Bandes à part ((I Just) Died in Your Arms - Cutting Crew)
9. Toujours plus loin (Now You Lift Your Eyes to the Sun - Stars of Track and Field)
10. La Fin d'une amitié (You Are a Runner and I Am My Father's Son - Wolf Parade)
11. Rester ou partir (You Know I Love You, Don't You - Howard Jones)
12. Comment se dire au revoir ? (Some Roads Lead Nowhere - Matthew Ryan)
13. Le Temps d'un été (Weeks Go by Like Days - My Morning Jacket)
14. Les Sœurs fâchées (Family Affair - Mary J. Blige)
15. Retour au lycée (Don't You Forget About Me - Simple Minds)
16. Triste nouvelle (My Attendance Is Bad But My Intentions Are Good - PlayRadioPlay!)
17. Se battre jusqu'au bout (At the Bottom of Everything - Bright Eyes)
18. Derniers instants (The Last Day of Our Acquaintance - Sinead O'Connor)
19. Une question d'image... (Every Picture Tells a Story - Rod Stewart)
20. Rien ne va plus (Learning to Fall - Boys Like Girls)
21. Confidences pour confidences (What's in the Ground Belongs to You - If These Trees Could Talk)
22. Grande première (Almost Everything I Wish I'd Said the Last Time I Saw You... - Wakey!Wakey!)

## Huitième saison (2010-2011)
Le 18 mai 2010, la série est renouvelée pour une huitième saison de 22 épisodes, diffusée à partir du 14 septembre 2010.
1. Aux portes du paradis (Asleep at Heaven's Gate - Rogue Wave)
2. Je sais que tu es là (I Can't See You, But I Know You're There - Tom Gabel)
3. L'Espace entre deux (The Space in Between - How to Destroy Angels)
4. Et après ? (We All Fall Down - Sweet Talk Radio)
5. La Fin d'un chapitre (Nobody Taught Us to Quit - The Henry Clay People)
6. Même pas peur (Not Afraid - Eminem)
7. Coup de poker (Luck Be a Lady - Frank Sinatra)
8. La Poursuite du bonheur (Mouthful of Diamonds - Phantogram)
9. Être reconnaissant (Between Raising Hell and Amazing Grace - Big and Rich)
10. Listes, plans (Lists, Plans - A Sunny Day in Glasgow)
11. Avis de tempête (Darkness on the Edge of Town - Bruce Springsteen)
12. Gueule de bois (The Drinks We Drank Last Night - Azure Ray)
13. Mon autre moitié (The Other Half of Me - Within Temptation)
14. Des super héros (Holding Out for a Hero - Bonnie Tyler)
15. Le Jour des amoureux (Valentine's Day Is Over - Billy Bragg)
16. Je me plairai bien ici (I Think I'm Gonna Like It Here - Elvis Presley)
17. Crier au loup (The Smoker You Drink, the Player You Get - Joe Walsh)
18. Une nouvelle vie (Quiet Little Voices - We Were Promised Jetpacks)
19. Assumer les conséquences (Where Not to Look for Freedom - The Belle Brigade)
20. Avoir le choix (The Man Who Sailed Around His Soul - XTC)
21. L'Emblème de la ville (Flightless Bird, American Mouth - Iron & Wine)
22. La Magie est là...(This Is My House, This Is My Home - We Were Promised Jetpacks)

## Neuvième saison (2012)
Le 17 mai 2011, la série est renouvelée pour une neuvième et dernière saison de treize épisodes, diffusée à partir du 11 janvier 2012.
1. Nuits blanches (Know This, We've Noticed - An Horse)
2. À demi-mot (In the Room Where You Sleep - Dead Man's Bones)
3. Le Sens des priorités (Love the Way You Lie - Eminem)
4. Faute partagée (Don't You Want to Share the Guilt - Kate Nash)
5. Trop lourd à porter (The Killing Moon - Echo & the Bunnymen)
6. Besoin d'aide (Catastrophe & the Cure - Explosions in the Sky)
7. Prendre des coups (Last Known Surroundings - Explosions in the Sky)
8. À bout de nerfs (A Rush of Blood to the Head - Coldplay)
9. Enfin seuls (Every Breath Is a Bomb - The Blood Brothers)
10. Ne plus avoir peur (Hardcore Will Never Die, But You Will - Mogwai)
11. L'Adieu du père (Danny Boy - Frederic Weatherly)
12. Un trait sur le passé (Anyone Who Had a Heart - Dionne Warwick)
13. La Fin d'une histoire (One Tree Hill - U2)